# Liste der Monuments historiques in Neuilly-sous-Clermont
Die Liste der Monuments historiques in Neuilly-sous-Clermont führt die Monuments historiques in der französischen Gemeinde Neuilly-sous-Clermont auf.

## Liste der Bauwerke
| Bezeichnung                          | Beschreibung              | Standort | Kennzeichnung | Schutzstatus | Datum | Bild           |
| ------------------------------------ | ------------------------- | -------- | ------------- | ------------ | ----- | -------------- |
| Ehemalige Kommende des Templerordens | Erbaut im 16. Jahrhundert | (Lage)   | PA00114774    | Classé       | 1913  | weitere Bilder |
| Kirche Notre-Dame-St-Fiacre          |                           | (Lage)   | PA00114775    | Classé       | 1933  | weitere Bilder |

## Liste der Objekte
- Monuments historiques (Objekte) in Neuilly-sous-Clermont in der Base Palissy des französischen Kultusministeriums